# Happier (에드 시런의 노래)
〈Happier〉는 영국의 싱어송라이터 에드 시런의 노래이다. 이 곡은 라이언 테더, 베니 블랑코와 함께 시런이 작사, 작곡했다. 이 곡은 그의 세 번째 스튜디오 음반인 《÷》 (2017년)에 수록되었다. 이 음반이 발매된 후, 이 음반은 영국 싱글 차트에서 6위를 차지했다. 2018년 4월 27일 이탈리아에서 네 번째 싱글이자 음반의 마지막 싱글로 발매되었다.

## 구성
시런에 따르면, 이 곡의 주제는 초기 관계를 되돌아보는 것이며, 처음에는 이별에 화가 나고 쓰라렸음에도 불구하고 나중에 그의 첫사랑이 다른 누군가와 더 행복했다는 것을 깨닫게 된다. 그는 "처음 함께 했던 여자아이, 첫 번째 음반과 두 번째 음반의 대부분은 제가 학교에서 함께 했던 것에 관한 것이었습니다. 그리고 저는 그녀와 함께 있던 남자가 어느 날 그를 만났고, 그 남자가 그 어느 때보다 그녀에게 잘 어울렸던 것을 기억합니다. 그들이 함께 있는 것을 보면, 우리는 결코 그렇게 보이지 않았고, 우리는 결코 그 커플이 아니었고, 우리는 결코 그렇게 행복하지 않았습니다. 그래서 그것은 일종의 깨달음의 순간을 보내고 있었고, 기본적으로는 그런 노래를 쓰고 있었습니다."
〈Happier〉는 분당 90박자의 템포로 다장조로 쓰여졌다. 이 노래는 보통 시간(4/4시간)에 작곡되었다.

## 반응
《빌보드》의 테일러 웨더비는 이 음반을 "가장 가슴 아픈 트랙"이자 "아마도 가장 예쁜 노래 중 하나"라고 묘사했다. 그녀는 이 트랙의 멜로디가 샘 스미스의 2014년 곡 〈Stay with Me〉와 〈Like I Can〉과 유사하다고 언급했다.

## 뮤직 비디오
2018년 4월 27일 에드 시런의 유튜브 계정을 통해 〈Happier〉의 공식 영상이 공개되었다. 에밀 나바가 감독을 맡았으며, 시런의 싱글 〈Sing〉의 뮤직 비디오에서 시런의 인형 캐리커쳐가 다른 인형과 풍선 여자친구가 날아가는 이야기로 끝난다.

## 곡 목록
| #  | 제목                   | 재생 시간 |
| -- | ---------------------- | --------- |
| 1. | 〈Happier〉 (Acoustic) | 3:26      |

| #  | 제목                                  | 재생 시간 |
| -- | ------------------------------------- | --------- |
| 1. | 〈Happier〉 (Tiësto's AFTR:HRS remix) | 3:36      |

| #  | 제목                         | 재생 시간 |
| -- | ---------------------------- | --------- |
| 1. | 〈Happier〉 (Cazzette remix) | 3:27      |

| #  | 제목                      | 재생 시간 |
| -- | ------------------------- | --------- |
| 1. | 〈Happier〉 (Kasbo remix) | 4:16      |

| #  | 제목                   | 재생 시간 |
| -- | ---------------------- | --------- |
| 1. | 〈Happier〉            | 3:27      |
| 2. | 〈Happier〉 (acoustic) | 3:26      |

## 인증
| 국가                               | 인증        | 판매량/출하량 |
| ---------------------------------- | ----------- | ------------- |
| 오스트레일리아 (ARIA)              | 6× 플래티넘 | 420,000       |
| 오스트리아 (IFPI 오스트리아)       | 골드        | 15,000        |
| 벨기에 (BEA)                       | 플래티넘    | 40,000        |
| 캐나다 (뮤직 캐나다)               | 3× 플래티넘 | 240,000       |
| 덴마크 (IFPI Danmark)              | 2× 플래티넘 | 180,000       |
| 프랑스 (SNEP)                      | 플래티넘    | 200,000       |
| 독일 (BVMI)                        | 플래티넘    | 400,000       |
| 이탈리아 (FIMI)                    | 플래티넘    | 50,000        |
| 뉴질랜드 (RMNZ)                    | 플래티넘    | 30,000        |
| 폴란드 (ZPAV)                      | 4× 플래티넘 | 200,000       |
| 포르투갈 (AFP)                     | 플래티넘    | 10,000        |
| 스웨덴 (GLF)                       | 플래티넘    | 40,000        |
| 스위스 (IFPI 스위스)               | 플래티넘    | 20,000        |
| 영국 (BPI)                         | 2× 플래티넘 | 1,200,000     |
| 미국 (RIAA)                        | 2× 플래티넘 | 2,000,000     |
| 판매량+스트리밍을 기반으로 한 인증 |             |               |